# Dr. Jekyll and Mr. Hyde (film, 1908)
Pour les articles homonymes, voir Docteur Jekyll et Mister Hyde.
Pour plus de détails, voir Fiche technique et Distribution.
Dr. Jekyll and Mr. Hyde est un film muet américain réalisé par Otis Turner, sorti en 1908. 
Considéré par beaucoup comme une production prestigieuse, les critiques furent enthousiastes, et donnèrent à l'acteur principal une mention spéciale. « Le changement est affiché avec une capacité presque dramatique au-delà de la compréhension »[réf. nécessaire].
Il n'existe pas de copies de ce film. 
Il s'agit de la première adaptation cinématographique du roman de Stevenson L'Étrange Cas du docteur Jekyll et de mister Hyde (sur la base d'une adaptation théâtrale de celui-ci).

## Synopsis
Le Dr Henry Jekyll met au point une potion qui pourrait séparer ses deux personnalités. Sa formule n'a fait que libérer le monstre qui sommeillait en lui. Il devient un meurtrier qui répond au nom de Mr Hyde.

## Fiche technique
- Titre : Dr. Jekyll and Mr. Hyde
- Réalisation : Otis Turner
- Scénario : George F. Fish et Luella Forepaugh d'après leur pièce de théâtre coécrite avec Thomas Russell Sullivan sur la base du roman L'Étrange Cas du docteur Jekyll et de mister Hyde de Robert Louis Stevenson
- Production : William Nicholas Selig
- Société de distribution : Selig Polyscope Company (États-Unis)
- Pays :  États-Unis
- Genre : Science-fiction et horreur
- Durée : 16 minutes
- Dates de sortie : 
  -  États-Unis : 7 mars 1908

## Distribution
- Hobart Bosworth : Dr. Jekyll/Mr. Hyde